# Oratorio di San Francesco (Crespina)
L'oratorio di San Francesco si trova a Crespina.

## Descrizione
Nell'interno dell'oratorio, a navata unica, si trova un altare con la "Madonna con il Bambino e san Francesco di Paola", tela firmata dal pisano Tommaso Tommasi e datata 1743.